# One Way Ticket (bài hát của Neil Sedaka)
"One Way Ticket" là một bài hát được Jack Keller và Hank Hunter sáng tác. Ca khúc ban đầu được Neil Sedaka trình diễn và được đưa vào làm phần B trong đĩa đơn năm 1959 của Sedaka "Oh! Carol". Năm 1961, bài hát nổi bật trong danh sách ca khúc của album phòng thu thứ ba của ông, Neil Sedaka Sings Little Devil và His Other Hits, nhưng không bao giờ được phát hành dưới dạng đĩa đơn độc lập. Mặc dù vậy, bài hát đã đứng vị trí số 1 trên các bảng xếp hạng nhạc pop Nhật Bản, nơi nó được gọi một cách trìu mến là "Bài hát xe lửa Choo-Choo".
"One Way Ticket" đã được các nghệ sĩ khác hát lại, đáng chú ý nhất là phiên bản của ban nhạc vũ trường của Anh Eruption vào năm 1978 và ban nhạc Liên Xô Những chiếc đàn ghita hát (Поющие гитары) vào năm 1969 với tên gọi "Sinyaya Pesnya" (Синяя песня, dịch nghĩa: "Bài hát màu xanh").
Tại Việt Nam, ca khúc này từng được chế lại bằng lời mới có tựa đề "Ở Nhà Quê Mới Lên".